# Donacosa merlini
Donacosa merlini Alderweireldt & Jocqué, 1991 è un ragno appartenente alla famiglia Lycosidae.
È l'unica specie nota del genere Donacosa.

## Distribuzione
L'unica specie oggi nota di questo genere è stata rinvenuta in Spagna.

## Tassonomia
Dal 1991 non sono stati esaminati altri esemplari, né sono state descritte sottospecie al 2016.